# Thielle-Wavre
Thielle-Wavre è stato un comune svizzero nel distretto di Neuchâtel (Canton Neuchâtel).

## Geografia fisica
Il territorio di Thielle-Wavre si estendeva a nord del lago di Neuchâtel, lungo il fiume Thielle.

## Storia
Il comune di Thielle-Wavre fu istituito nel 1888 con la fusione dei comuni soppressi di Thielle e Wavre; nel 1894 la località di Pont-de-Thielle (toponimo francese; in tedesco Zihlbrücke), fino ad allora frazione di Thielle-Wavre, fu assegnata a Gals. Il comune, che nel 2007 contava 680 abitanti, fu soppresso il 31 dicembre 2008: il 1º gennaio 2009 è stato aggregato all'altro comune soppresso di Marin-Epagnier per formare il nuovo comune di La Tène.

## Società

### Evoluzione demografica
L'evoluzione demografica è riportata nella seguente tabella:
Abitanti censiti

## Economia
Thielle-Wavre era un comune prevalentemente agricolo e residenziale.

## Infrastrutture e trasporti
Thielle-Wavre era servito dalle uscite di Thielle e di Cornaux/Thielle-Wavre dell'autostrada A20 e dalle strada principale 10.